# 赤濑川原平
赤瀬川原平（1937年3月27日—2014年10月26日）是日本前卫艺术家、评论家和作家。出生于神奈川县横滨市中区本牧町。毕业于爱知县立旭丘高中美术系。武藏野美术学校（现武藏野美术大学）油画系退学。作为纯文学作家，有笔名尾辻克彦。